# Edict van Caesar
Het Edict van Caesar, ook bekend als de Nazareth-inscriptie, is een marmeren tablet met veertien regels Oudgriekse tekst, die in 1878 door een Franse verzamelaar is gekocht te Nazareth. De precieze herkomst van de inscriptie is onbekend. Het maakt deel uit van de collectie van Wilhelm Fröhner, curator van het Louvre. Het tablet wordt sinds 1925 bewaard in het Cabinet des Médailles van de Bibliothèque nationale de France in Parijs.
Het edict stelt zware straffen op het schenden van graven, met name het verwijderen van sluitstenen. Het keizerlijke edict stamt waarschijnlijk uit het jaar 41. De caesar in de naam slaat dan waarschijnlijk op keizer (caesar) Claudius. Het edict wordt in christelijke kringen soms gezien als een Romeinse reactie op de gebeurtenissen rond de opstanding van Jezus.